# レオポルト2世・フォン・ハプスブルク
レオポルト2世・フォン・ハプスブルク（ドイツ語：Leopold II. von Habsburg, 1328年 - 1344年8月10日）は、オーストリア公オットーとエリーザベト・フォン・バイエルンの間の次男。フリードリヒ2世は兄。

## 生涯
2歳の時に母を、11歳の時に父を失った。16歳の時、突然に死去した。その数か月後、兄フリードリヒ2世も17歳で死去した。同時代の記録によると、毒殺であったという。父オットーの所領は、オットーの兄アルブレヒト2世の息子らが継承した。

## 参考文献

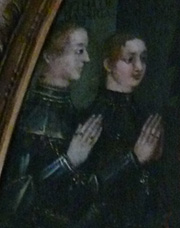
レオポルト2世と兄フリードリヒ2世